# Bockstiege (Solingen)
Bockstiege, auch als Auf der Bockstiege bezeichnet, war eine der Ortslagen und Hofschaften, die ab Ende des 19. Jahrhunderts in der expandierenden Stadt Ohligs aufgingen, die heute ein Stadtteil Solingens ist.

## Lage und Beschreibung
Der einstige Hof lag im Bereich der heutigen Straßenkreuzung, von der die Emscherstraße, Lippestraße, Weststraße und Lennestraße sternförmig abzweigen.:61 Er befand sich damit südlich der heutigen Düsseldorfer Straße, an deren Anfang sich einst die Hofschaft Ohligs befand. Heute ist der Bereich der ehemaligen Hofschaft ein Geschäfts- und Gastronomieviertel innerhalb des dicht besiedelten Ohligser Stadtteilzentrums. Alte Hofgebäude befinden sich keine mehr an der Stelle des einstigen Hofes.
Benachbarte Ortslagen sind bzw. waren (von Nord nach West): Ohligs, Scheid, Heiligenstock, Rennpatt, Suppenheide, Hüttenhaus, Scharrenbergerheide, Nassenweg, Hassels, Piepers, Dunkelnberg und Diepenbruch.

## Etymologie
Die Bedeutung des Ortsnamens kann nicht abschließend geklärt werden. Er kommt in gleicher Form auch in Leichlingen vor, siehe Bockstiege (Leichlingen). Das Suffix -stieg oder -steg ist ein Synonym für einen Lattenverschlag für Kleinvieh. Ob ein Zusammenhang zu einem Ziegenbock besteht, ist dennoch zweifelhaft.

## Geschichte
Zusammen mit Piepers und Ohligs war Bockstiege einer der ältesten Höfe auf dem Gebiet des heutigen Ohligser Stadtteilzentrums. Die erste urkundliche Erwähnung ist für das Jahr 1672 belegt. Im Jahre 1715 ist der Ort in der Karte Topographia Ducatus Montani, Blatt Amt Solingen, von Erich Philipp Ploennies mit einer Hofstelle verzeichnet und als bockſtieg benannt. Der Ort gehörte zur Honschaft Schnittert innerhalb des Amtes Solingen. Die Topographische Aufnahme der Rheinlande von 1824 verzeichnet den Ort als Bockstieg und die Preußische Uraufnahme von 1844 als Bocksteg, wobei beide Karten ihn mit zwei getrennten Wohnplätzen darstellen. In der Topographischen Karte des Regierungsbezirks Düsseldorf von 1871 ist der Ort erneut als Bockstieg verzeichnet.
1815/16 lebten 170 und im Jahr 1830 198 Menschen im als Dorf bezeichneten Wohnplatz. 1832 war der Ort weiterhin Teil der Honschaft Merscheid innerhalb der Bürgermeisterei Merscheid, dort lag er in der Flur III. Ohligs. Der nach der Statistik und Topographie des Regierungsbezirks Düsseldorf als Hofstadt kategorisierte Ort besaß zu dieser Zeit 20 Wohnhäuser und elf landwirtschaftliche Gebäude. Es lebten 174 Einwohner im Ort, davon 54 katholischen und 120 evangelischen Bekenntnisses. Die Gemeinde- und Gutbezirksstatistik der Rheinprovinz führt den Ort 1871 mit 29 Wohnhäusern und 208 Einwohnern auf.
Das Gebiet des heutigen Ohligser Stadtteilzentrums war noch im 19. Jahrhundert nur locker mit einigen Ortslagen und Hofschaften besiedelt, darunter auch Bockstiege. Nach Gründung der Mairien und späteren Bürgermeistereien Anfang des 19. Jahrhunderts gehörte der Ort zur Bürgermeisterei Merscheid, die 1856 zur Stadt erhoben und 1891 in Ohligs umbenannt wurde.
Dem war 1867 die Eröffnung eines Bahnhofes auf freiem Feld bei Hüttenhaus vorausgegangen, des Bahnhofes Ohligs-Wald, der heute den Namen Solingen Hauptbahnhof trägt. Die nahegelegene, größere Hofschaft Ohligs gewann an Bedeutung und entwickelte sich infolge der Nähe zu dem Bahnhof zu einem der Siedlungszentren in der Stadt Merscheid. Viele umliegende Ortslagen und Hofschaften verloren ihre solitäre Lage und gingen in der sich ausbreitenden geschlossenen gründerzeitlichen Bebauung der Stadt vollständig auf.:113 So auch Bockstiege, das 1875 in der Karte vom Kreise Solingen aus dem Jahr 1875 noch als einzelne Ortslage und als Bockstig benannt verzeichnet ist, in der Preußischen Neuaufnahme von 1893 aber bereits in der zusammenhängenden Bebauung aufgegangen ist.
Mit der Städtevereinigung zu Groß-Solingen im Jahre 1929 wurde der Ort nach Solingen eingemeindet. Die letzten zu dem Hof gehörenden Gebäude wurden Anfang des 20. Jahrhunderts niedergelegt. Mit der Hofschaft verschwand schließlich auch die Ortsbezeichnung aus dem Stadtplan. Bei den Straßenumbenennungen nach der Städtevereinigung wurde der Name im Umfeld der einstigen Hofschaft nicht berücksichtigt, obwohl es sich um eine alte und große Hofschaft gehandelt hatte. Dies wurde mit dem anstößigen Namen des Hofes begründet. Bis heute ist der Ort nicht mehr im Stadtplan verzeichnet.